# Fajwel Stempel
Fajwel Stempel (ur. 13 lutego 1886 w Krakowie, zm. 1944) – rabin, przemysłowiec, działacz społeczny, poseł na Sejm I kadencji.

## Życiorys
Urodził się w Krakowie. W 1912 założył Związek Ortodoksów w Krakowie. W latach 1933–1937 sprawował mandat radnego Rady Miasta Krakowa. Sprawował także funkcje w Zarządzie i Radzie Gminy Wyznaniowej Żydowskiej w Krakowie. Był właścicielem kopalni węgla. Był członkiem Zarządu Centralnego Agudat Israel.
Zginął podczas wojny, lecz bliższe okoliczności jego śmierci pozostają nieznane.